# Bonifaci Ferrer
Bonifaci Ferrer (València 1350 - Cartoixa de Vall de Crist 1417) fou un religiós valencià a qui s'atribueix la traducció del text imprès l’any 1478 de la Bíblia al català. Amb aquesta edició, el català esdevingué la segona llengua romànica (després del toscà) a disposar d’una traducció completa de la Bíblia.
Fou germà del dominic Sant Vicent Ferrer. Després d'estudiar a la Universitat de Perusa i la Universitat de Lleida retornà al Regne de València per exercir diverses funcions oficials en nom de la ciutat de València i actuar com a ambaixador del Regne de València.
A la mort de la seva esposa i de nou dels seus onze fills, i sota la influència del seu germà, va ingressar a la Cartoixa de Portaceli, a la població de Serra (Camp de Túria). Fou llavors quan, amb la col·laboració d'altres experts, devia desenvolupar la seva gran obra, la traducció al català de la Bíblia a partir de la versió llatina, coneguda també com a Vulgata. Aquesta obra fou un dels primers llibres impresos a la península Ibèrica, però Bonifaci Ferrer no ho veié, ja que el fet no es produí fins al 1478. És la coneguda com a Bíblia Valenciana. Segons Jordi Ventura, que ha estudiat el cas d'aquesta Bíblia durant trenta anys, i el mateix colofó de l’obra, els editors van refusar un manuscrit que consideraren que tenia un llenguatge massa antiquat i es basaren en un altre, propietat del noble cavaller Berenguer Vives de Boïl, que contenia la traducció atribuïda a Ferrer. Abans de ser imprès, el text va ser revisat pel convers Daniel Vives sota la supervisió de l’inquisidor dominicà Jaume Borrell per ajustar-lo al màxim a l’original de la Vulgata. Tot i això, la majoria dels exemplars van ser cremats per la Inquisició i només se’n conserva l’últim full d’una de les còpies, amb la part final de l’Apocalipsi i el colofó, a la Hipanic Society of America de Nova York.
Posteriorment Ferrer es traslladà a la cartoixa de Vall de Crist, a la població d'Altura, d'on va arribar a ser prior. Una tradició afirma que allà es dedicà a elaborar imatges de la Mare de Déu.
Soterrat al claustre de la Cartoixa de Vall de Crist, el 1884 el seu cos fou desenterrat i inhumat novament davant l'altar major de l'església parroquial d'Altura. En 1917, el bisbe Amigó en feu traslladar les restes al Santuari de la Cova Santa d'Altura, però foren desenterrats i cremats en 1936, durant la Guerra Civil.

## Participació en el Compromís de Casp
L'any 1412 la rellevància de la seva personalitat li va permetre ser un dels tres representants del Regne de València, al costat del seu germà Vicent Ferrer i de Pere Bertran, a la reunió del Compromís de Casp, mitjançant el qual es va decidir la successió de Martí l'Humà al tron de la Corona d'Aragó, al morir aquest sense descendència.